# Jahongir Saidov

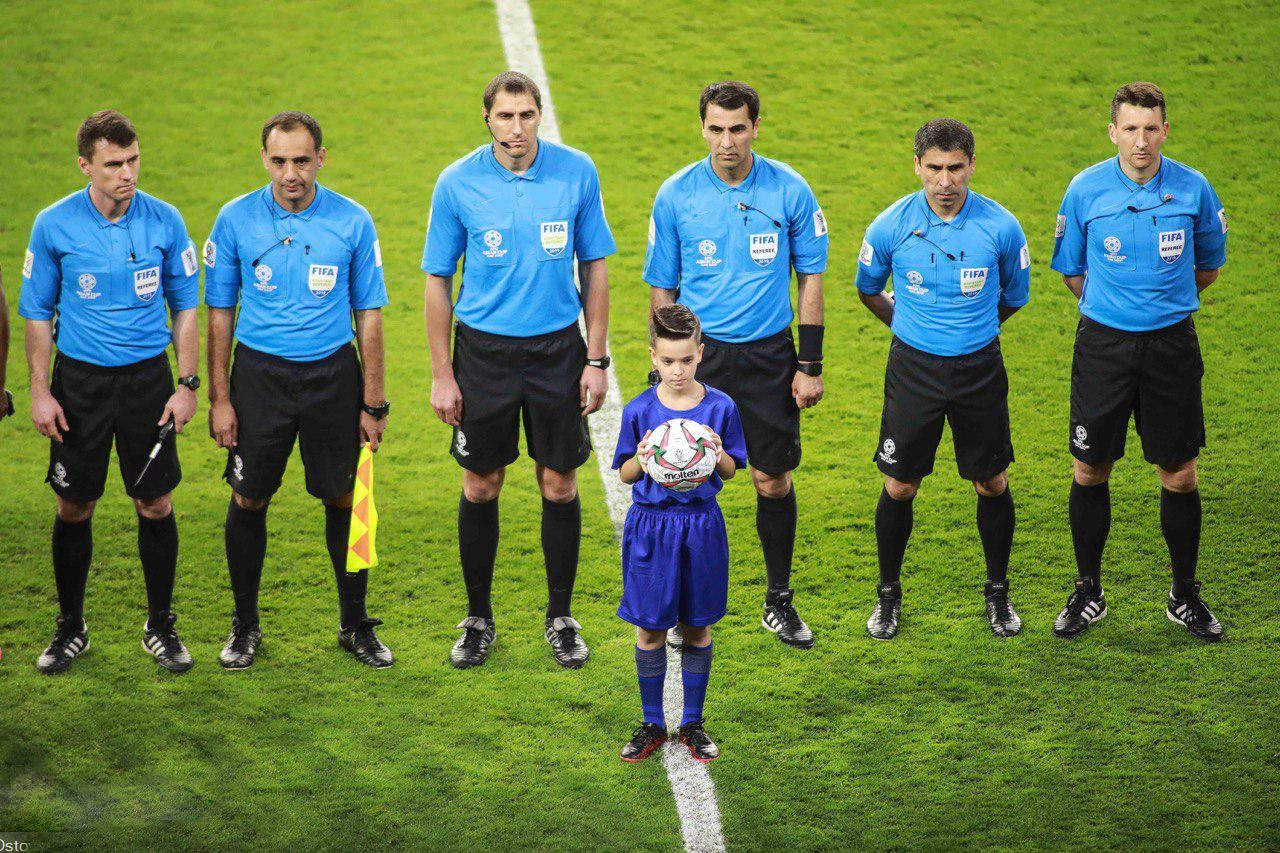
Jahongir Saidov (Zweiter von links, 2019)

Jahongir Saidov (* 7. August 1979) ist ein usbekischer Fußballschiedsrichterassistent.
Seit 2010 steht er auf der Liste der FIFA-Schiedsrichter und leitet internationale Fußballspiele.
Saidov ist langjähriger Schiedsrichterassistent von Ravshan Ermatov und war (meist zusammen mit Abduhamidullo Rasulov) bei vielen internationalen Turnieren im Einsatz, darunter bei der U-23-Asienmeisterschaft 2016 in Katar, bei der U-23-Asienmeisterschaft 2018 in China, bei der Weltmeisterschaft 2018 in Russland und bei der Asienmeisterschaft 2019 in den Vereinigten Arabischen Emiraten (jeweils als Assistent von Ravshan Ermatov).